# Håkan Bryngelson
Sten Håkan Bryngelson, född 30 mars 1948 i Stockholm, är en svensk företagsledare.
Håkan Bryngelson blev civilingenjör vid Kungliga Tekniska högskolan 1973 och var därefter marknadschef på Mekanator AB 1973–1975, vd där 1975–1976 och divisionschef inom Mo och Domsjö 1976–1981. Han var divisionschef på LIC Dental 1981–1983 och blev koncernchef för Landstingens inköpscentral (LIC) 1984. Efter att LIC:s verksamhet sålts till AxTrade blev Håkan Bryngelson koncernchef för AxTrade Care 1991 och vd för LIC Care 1993. Han blev vd för AB Advance 1996 och därefter vd för Vasakronan och Civitas Holding AB 1996. Bryngelson har varit ordförande i styrelsen för Sankt Görans sjukhus och ledamot i styrelserna för Vasakronan, Civitas Holding AB, Celtica AB och SIFO Group.